# De naam van de roos

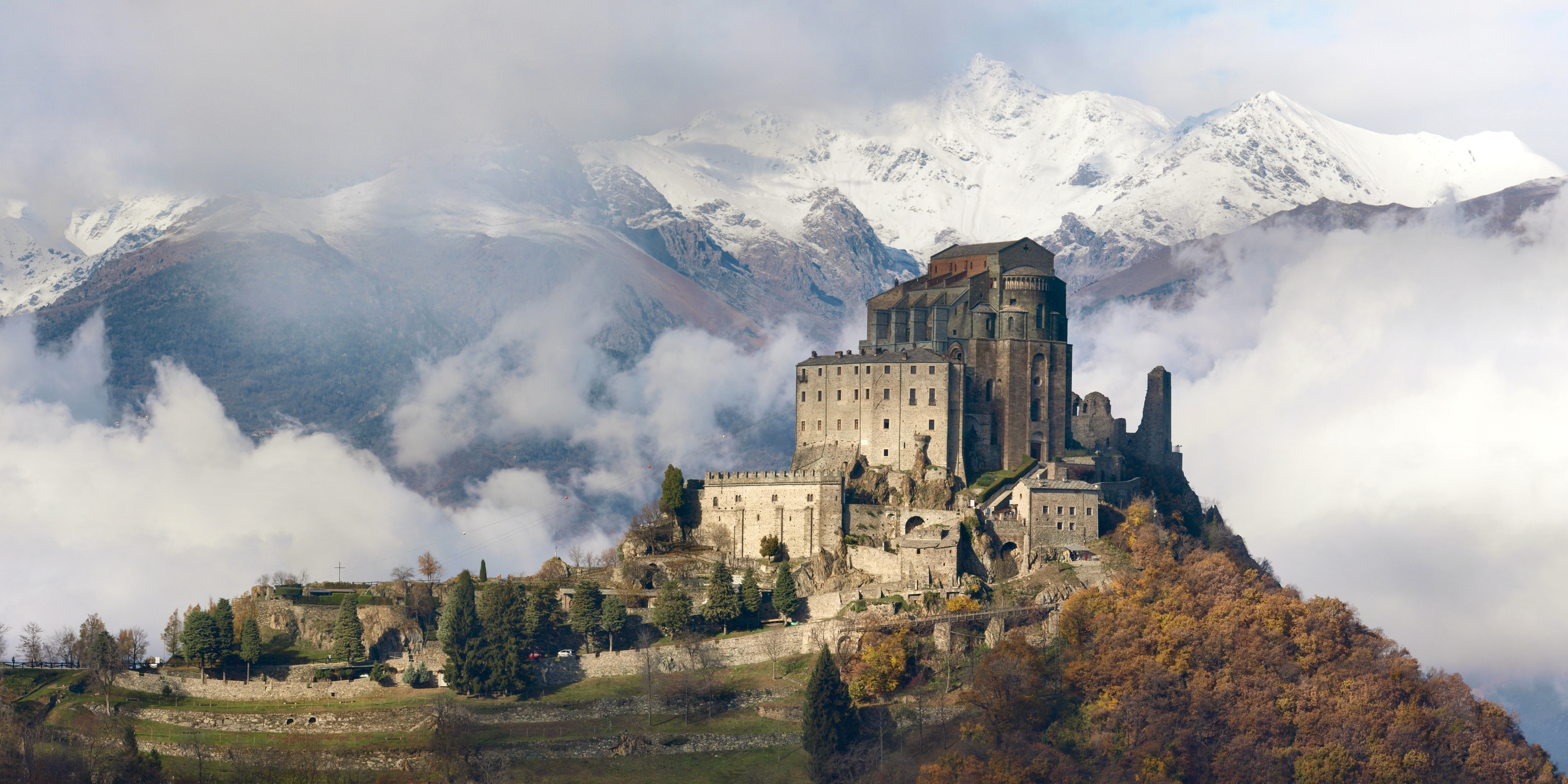
Sacra di San Michele, de abdij die Eco tot inspiratie diende voor de setting van zijn boek.

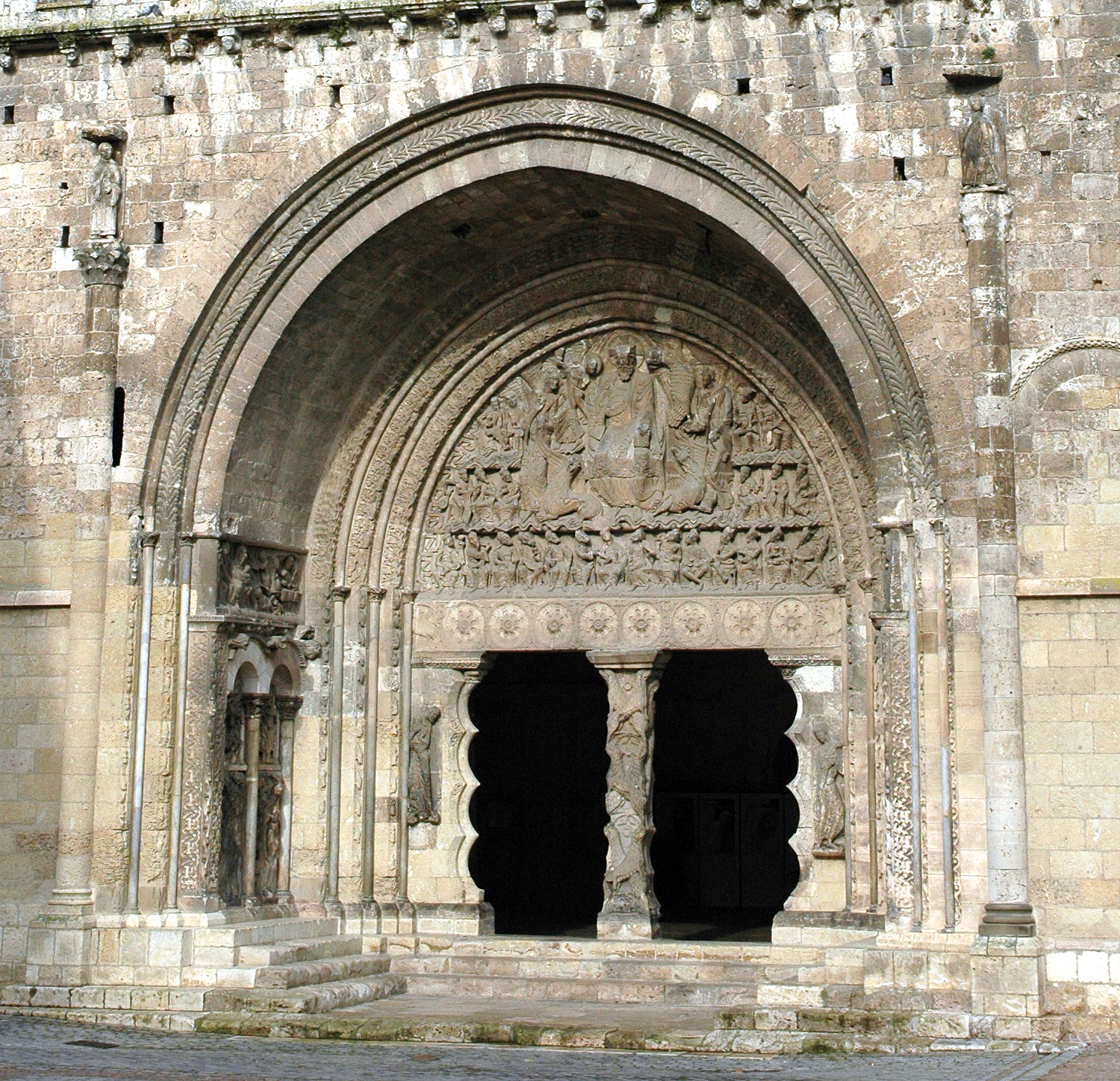
Het portaal van de abdijkerk van Moissac, Eco's model voor het portaal waar Adso een visioen kreeg (Eerste dag, Sext).

Plattegrond van de labyrintische bibliotheek op de bovenste verdieping van de abdij

De naam van de roos is de Nederlandse vertaling van het in 1980 door de Italiaanse schrijver Umberto Eco geschreven boek Il nome della rosa. De vertaling uit het Italiaans is van Jenny Tuin en Pietha de Voogd. In 1986 is het verhaal verfilmd als The Name of the Rose door Jean-Jacques Annaud met Sean Connery en Christian Slater in de hoofdrollen. In 1999 werd het boek verkozen in Le Mondes 100 boeken van de eeuw.

## Inhoud
De roman "De naam van de roos" speelt zich af in de middeleeuwen. Het boek heeft de vorm van een misdaadroman, gesitueerd binnen de muren van een Benedictijner abdij. Als zodanig is het gemakkelijk toegankelijk voor de lezer, maar, zoals gebruikelijk bij Umberto Eco, bevat het boek onder het oppervlak van het "detectiveverhaal" tal van diepere lagen en literaire verwijzingen.
In november van het jaar 1327 wordt de franciscaner monnik William van Baskerville door de Duitse keizer, Lodewijk van Beieren, naar een benedictijner abdij in Noord-Italië gestuurd. Hij heeft als opdracht een congres voor te bereiden waaraan benedictijnen en franciscanen zullen meewerken. Er moet daar een oplossing worden gevonden voor het voortslepende conflict over de armoede tussen de franciscaanse minderbroeders en paus Johannes XXII. Het verhaal wordt aan het eind van zijn leven verteld door de destijds jonge benedictijnse novice Adson van Melk, die destijds als leerling-secretaris met William meereisde.

### Dag 1
Op de eerste dag van hun verblijf maken William en Adson kennis met hun gastheer, de abt van de abdij, die ze opdraagt een sterfgeval te onderzoeken. Ze bezoeken het scriptorium onder de bibliotheek. De bibliotheek, die de trots is van het klooster en duizenden manuscripten bevat, is een labyrint waartoe slechts de bibliothecaris, Malachias van Hildesheim, toegang heeft. Vlak voordat William en Adson in het klooster aankwamen, werd de monnik Adelmo van Otranto dood aangetroffen. De omstandigheden van zijn dood zijn verdacht en de scherpzinnige William begint op discrete wijze een onderzoek.

### Dag 2
Op de tweede dag van hun verblijf wordt weer een lijk gevonden. In een vat, dat het bloed van een pasgeslacht varken bevat, wordt het dode lichaam van Venantius van Salvemec ontdekt. Het betreft een monnik die in het scriptorium werkte en ook Grieks kende. William raakt er zodoende van overtuigd dat de bibliotheek en het scriptorium een centrale rol spelen in het mysterie.

### Dag 3
Op de derde dag verdwijnt een andere monnik, hulpbibliothecaris Berenger. Zijn lijk wordt tegen de avond gevonden. Hij lijkt verdronken, maar William komt erachter dat de monnik is vergiftigd. Intussen gaat Adson alleen op onderzoek uit in de bibliotheek. Hij wordt bang en vlucht. In de keukens van het klooster ontmoet hij een meisje uit het naburige dorp dat hem inwijdt in de geheimen van de liefde.

### Dag 4
Op de vierde dag komen de Franciscaanse minderbroeders aan voor het congres. Bernard Gui, prominent lid van de pauselijke delegatie, betrapt de assistent-cellarius Salvatore samen met het meisje dat eerder Adson had verleid. Ze worden beschuldigd van hekserij en opgesloten.

### Dag 5
Op de vijfde dag begint het congres. Terwijl ieders aandacht uitgaat naar de erudiete bijeenkomsten op het congres, vindt er een nieuwe moord plaats. De herborist Severinus wordt met ingeslagen schedel gevonden, nadat hij vlak daarvoor aan William verteld heeft over een door hem gevonden geheimzinnig manuscript. Bernardo Gui arresteert nu ook de cellarius, Remigio van Varagine. Laatstgenoemde bekent het doen verbergen van ketterse manuscripten in de bibliotheek. Ook de moorden in de abdij neemt hij onder dwang voor zijn rekening. Het congres is hiermee mislukt en tevreden neemt Bernardo Gui ook de cellarius mee voor verdere berechting naar de paus in Avignon. De abt en William staan er gebroken en ontdaan machteloos bij te kijken.

### Dag 6
Op de zesde dag valt de bibliothecaris Malachias dood neer tijdens een mis in de abdijkerk. Terwijl hij het lichaam onderzoekt, merkt William op dat drie vingertoppen van de rechterhand zwart gekleurd zijn. Eenzelfde fenomeen had hij eerder al vastgesteld bij de andere doden. Dit doet hem vermoeden dat de slachtoffers zijn vergiftigd. Terwijl hij naar andere aanwijzingen zoekt, ontdekt William door louter denkwerk de code tot een gesloten doorgang, die toegang geeft tot het uiterst geheime deel van de bibliotheek.
In de nacht tussen de zesde en de zevende dag dringen William en Adson voor het laatst door in de bibliotheek. Plots horen ze iemand die de verstikkingsdood sterft achter de wand. Ze ontdekken een geheime kamer en de zesde dode blijkt later de abt zelf te zijn.

### Dag 7
Uiteindelijk slagen William en Adson erin het mysterie op te lossen. In het geheime centrum van het bibliotheek-labyrint wordt een manuscript bewaard. Het gaat om het tweede boek van de Poetica van Aristoteles, over de komedie, waarvan men dacht dat het verloren was gegaan. William noemde het tegenover Jorge eerder al "Het boek van de lach". Vervolgens ontspon zich een hooglopende discussie of Jezus Christus ooit gelachen had. Jorge van Burgos, de al enige jaren blinde ex-bibliothecaris, wilde niet dat de monniken op de hoogte waren van de inhoud van dit heidense manuscript en had het ingesmeerd met dodelijk vergif. De oude Jorge wordt zo ter plekke in het labyrint ontmaskerd. Hij probeert het manuscript uit de handen van William te redden door de in gif gedrenkte pagina’s van het boek op te eten en de bibliotheek in brand te steken. Zo gaat het manuscript van Aristoteles definitief verloren en wordt Jorge de zevende dode. De bibliotheek en vervolgens de volledige abdij branden tot de grond toe af. Zoals de abt op de eerste dag reeds had voorspeld blijkt de bibliotheek zichzelf te kunnen beschermen. 
Het boek eindigt als William en Adson de brandende abdij achter zich laten. Na hun vergeefse tocht door Italië, nemen ze afscheid in München om elkaar nooit meer terug te zien.

## Descholastiek
Het boek is een illustratie van de scholastische manier van denken die zich vanaf de dertiende eeuw ontwikkelde. Deze manier van denken staat in contrast met het mystiek-religieuze wereldbeeld dat door veel van de monniken in het klooster wordt aangehangen. Zij geloven dat de golf van moorden toe te schrijven is aan duivelse krachten. William van Baskerville weigert genoegen te nemen met hun bijgeloof en probeert het mysterie op te lossen door te redeneren en zijn gezond verstand te gebruiken.

## Het belang van de namen
"In het begin was het Woord" (Joh. 1:1) lezen we in de eerste regels van "De naam van de roos" en inderdaad lijkt het spel van namen, woorden en betekenissen het centrale thema van het boek te zijn. Dat uit zich enerzijds in de versregel waarmee de roman eindigt en waaraan hij zijn naam ontleent:
Stat rosa pristina nomine, nomina nuda tenemus
(De roos van voorheen bestaat als naam, naakte namen houden wij over).
Het namenthema uit zich ook in de vele allusies en woordspelletjes die we terugvinden in de namen van de personages. In de namen van William van Baskerville en Adson zit een hommage aan Sherlock Holmes, hoofdpersoon uit de "The Hound of the Baskervilles", tevens is zijn naam gebaseerd op William of Ockham, een middeleeuwse franciscaner monnik en logicus die onder andere naamgever is van Ockhams scheermes.
De naam Adson doet denken aan die van Watson, maar ook aan Adso van Montier-en-Der, een monnik uit de tiende eeuw die een Libro de antichristo schreef. De naam van de blinde ziener Jorge van Burgos is een allusie op de Argentijnse auteur Jorge Luis Borges, die ook blind werd op latere leeftijd en een verhaal schreef over een labyrintische bibliotheek, De bibliotheek van Babel (La biblioteca de Babel), waarop Eco zich gebaseerd heeft.

## Titel
Het boek sluit met een Spaans gedicht van Juana Inés de la Cruz:
Rosa que al prado, encarnada,
te ostentas presuntuosa
de grana y carmín bañada:
campa lozana y gustosa,
pero no, que siendo hermosa
también serás desdichada